# Gemensamma jordbrukspolitiken
För andra betydelser av CAP, se Cap.

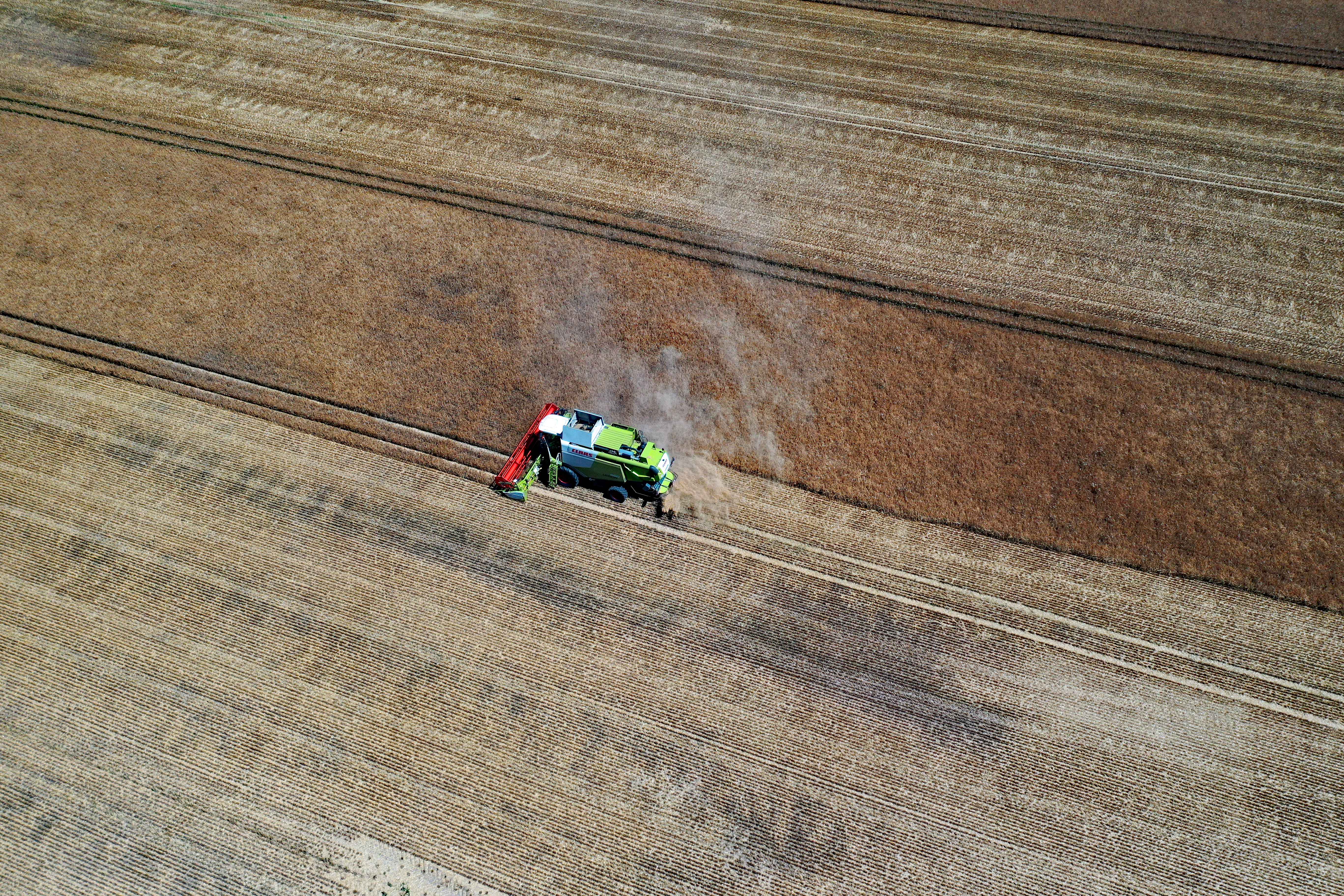
En stor del av unionens budget går till den gemensamma jordbrukspolitiken.

Den gemensamma jordbrukspolitiken (GJP) (franska: Politique Agricole Commune PAC, engelska: Common Agricultural Policy, CAP) är ett av Europeiska unionens befogenhetsområden. CAP står för cirka 37 procent av unionens utgifter. Den gemensamma jordbrukspolitiken påbörjades den 30 juli 1962.
Förutom direktstöd för jordbrukare innehåller CAP produktionskvoter, minimipriser och tullavgifter, som framför allt syftar till att hålla priser och produktion över marknadsjämvikt.